# Franziska Henningsen
Franziska Henningsen (* 4. Oktober 1948 in Flensburg; † 3. Februar 2015 in Berlin) war eine deutsche Psychoanalytikerin, deren Arbeitsschwerpunkte in der klinischen Praxis und der psychoanalytischen Forschung psychische Traumata in ihrer transgenerationellen Übertragung bei Kriegsteilnehmern und bei Flüchtlingen waren.

## Leben
Franziska Henningsen, geb. Thiessen, wurde in Flensburg geboren.

### Studium
Franziska Henningsen studierte Psychologie mit den Nebenfächern Pädagogik, Philosophie und Politische Wissenschaften in Freiburg und an der LMU München. Sie wurde an der LMU München 1975 promoviert mit der Dissertation Ulcus pepticum: psychosomat. Aspekte.

### Arbeit
Nach dem Studium war sie als wissenschaftliche Mitarbeiterin in der Abteilung für Klinische Psychologie an der LMU München und an der Universitätskinderpoliklinik in München tätig. 1993 zog sie mit ihrer Familie nach Berlin und arbeitete in eigener Praxis und als Lehranalytikerin am Berliner Psychoanalytischen Institut (Karl-Abraham-Institut).
Sie war Mitglied in der Deutschen Psychoanalytischen Vereinigung (DPV). Von 2000 bis 2004 war sie wissenschaftliche Sekretärin der DPV. Ihr Forschungsschwerpunkt war das psychische Trauma. Sie war Mitbegründerin der Arbeitsgruppe Standards zur Begutachtung psychotraumatisierter Menschen (SBPM), die Standards für die Begutachtung traumatisierter Flüchtlinge in aufenthaltsrechtlichen Verfahren formuliert hat. Sie war auch Kuratorin im Club von Berlin.

### Familie
Franziska Henningsen war mit dem Berliner Kulturwissenschaftler Bernd Henningsen, Professor an der Humboldt-Universität zu Berlin, verheiratet. Sie haben zwei Kinder, die Sinologin Lena Henningsen und den Physiker Nils Henningsen. Ihre Schwester, Elisabeth Steinhagen-Thiessen, ist Professorin an der Berliner Charité.

## Schriften (Auswahl)
Als Autorin
- Kooperation und Wettbewerb: antiautoritär und konventionell erzogene Kinder im Vergleich; eine psychologische Studie. Deutscher Taschenbuch-Verlag, München 1973, ISBN 3-423-04233-8
- Dissertation Ulcus pepticum: psychosomat. Aspekte. Alber, Freiburg [Breisgau] / München 1976, ISBN 3-495-47341-6
- Die psychische Belastung des Knochenmarkspenders und die Bedeutung begleitender Psychotherapie. In: Praxis der Kinderpsychologie und Kinderpsychiatrie. 29(2), 1980, S. 37–42. urn:nbn:de:bsz:291-psydok-27735
- Psychoanalysen mit traumatisierten Patienten: Trennung – Krankheit – Gewalt. Stuttgart: Klett-Cotta, 2012. ISBN 978-3-608-94719-9

Als Herausgeberin
- Psychoanalyse hinter dem Eisernen Vorhang. Herausgegeben zusammen mit Ágnes Berger, Ludger M. Hermanns und János Can Togay. Brandes & Apsel Verlag, Frankfurt 2012, ISBN 978-3-86099-956-1
- Psychoanalyse und Emigration aus Budapest und Berlin. Herausgegeben zusammen mit Ludger M. Hermanns und János Can Togay. Brandes & Apsel Verlag, Frankfurt 2014, ISBN 978-3-95558-040-7